# Ophiomyia ranunculicaulis
Ophiomyia ranunculicaulis är en tvåvingeart som beskrevs av Erich Martin Hering 1949. Ophiomyia ranunculicaulis ingår i släktet Ophiomyia och familjen minerarflugor.
Artens utbredningsområde är Tyskland. Arten är reproducerande i Sverige. Inga underarter finns listade i Catalogue of Life.